# Ylli Pepo
Ylli Pepo (ur. 18 czerwca 1948 w Korczy) – albański reżyser, dziennikarz i krytyk filmowy.

## Życiorys
W 1969 ukończył studia na wydziale filologicznym Uniwersytetu Tirańskiego. Po studiach rozpoczął pracę w Telewizji Albańskiej, jako dziennikarz i reżyser kronik, filmów dokumentalnych, a także koncertów, emitowanych na małym ekranie. Był jednym z pionierów albańskiego filmu telewizyjnego, a także jednym z pierwszych krytyków, piszących o programach telewizyjnych. W latach 1980-1982 był dyrektorem artystycznym telewizji albańskiej. W 1992 został nagrodzony w Monachium nagrodą Prix Jeunesse International za realizację telewizyjną wyborów Miss Albania. Był wykładowcą na wydziale dziennikarstwa Uniwersytetu w Tiranie. W 2008 był członkiem jury Międzynarodowego Festiwalu Filmowego w Tiranie. Prowadził wykłady z zakresu mediów elektronicznych dla studentów Uniwersytetu Sztuk w Tiranie.
W 1986 otrzymał główną nagrodę na Festiwalu Albańskich Filmów Dokumentalnych. Uhonorowany tytułem Zasłużonego Artysty (alb. Artist i Merituar).

## Filmografia
- 1974: Koha e komisarëvet (film telewizyjny)
- 1979: Emblema e dikurshme
- 2002: Njerëz dhe Fate
- 2003: Yllka
- 2004: Ishte koha për dashuri